# 上田藩 (信濃國)

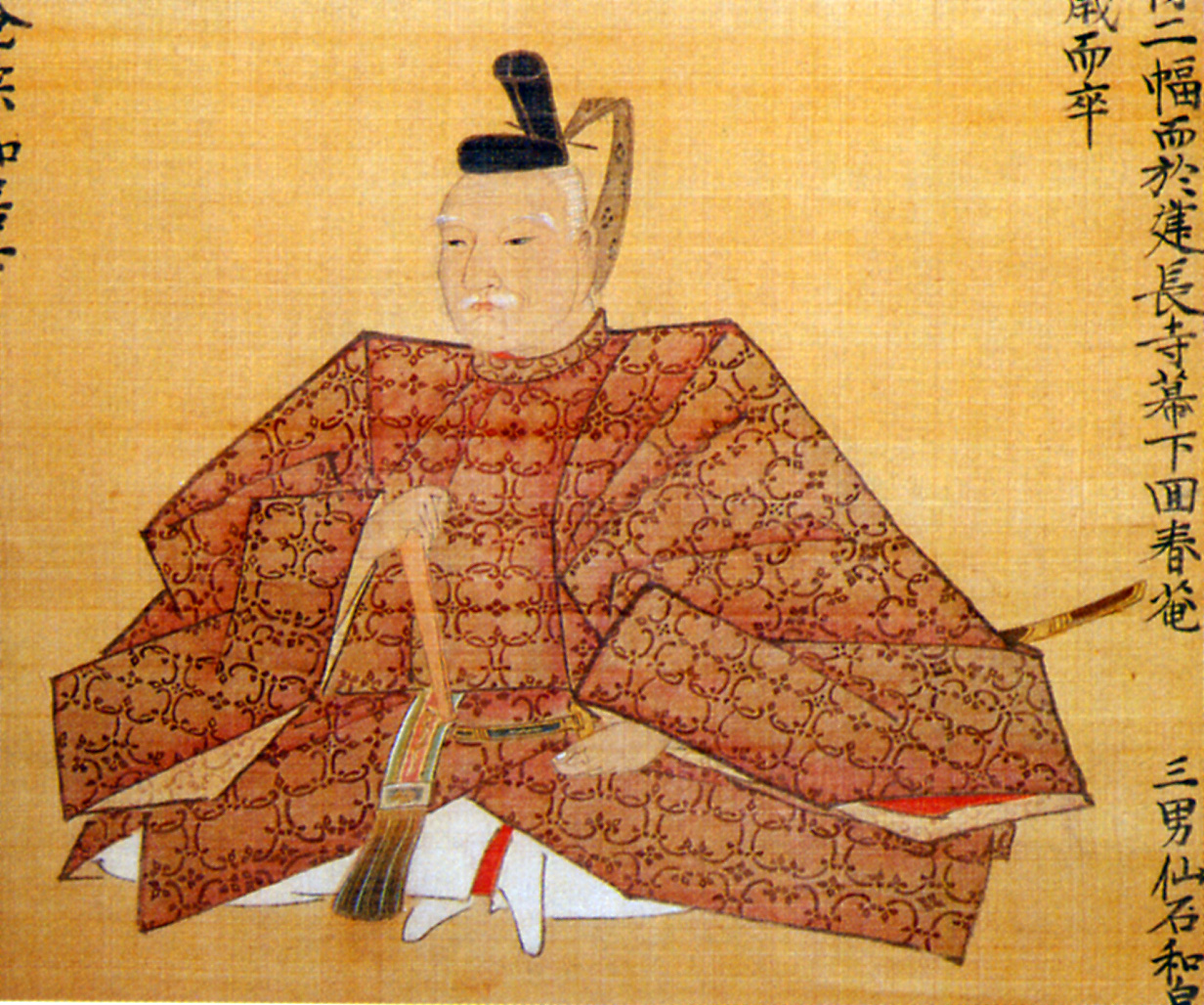
仙石忠政（1622年-1628年）

上田藩（日语：／ Ueda han */?）是日本江戶時代的一個藩。位於信濃國小縣郡（今長野縣上田市），藩廳在上田城，藩主是真田氏、仙石氏及藤井松平氏。

## 歷史
1585年，真田昌幸臣服德川家康之下。昌幸開始建造上田城。仿效武田信玄的施政，該地成為了主要的城下町。1600年真田昌幸支持石田三成，並攻擊進攻上田城的德川軍，最終取得大勝（第二次上田城之戰），但是關原之戰西軍戰敗，真田昌幸及真田信繁被下令在九度山幽禁。昌幸的長男真田信之加入德川軍。因此該領地實則沒受到任何領土懲罰。1616年信之被移封至沼田藩，指派長男真田信吉為藩主。1622年信之被封為松代藩藩主。
其後仙石忠政由小諸藩移封。最初石高6萬石。後來縮減到5萬8千石。1706年，第三代藩主仙石政明移封至但馬國出石藩。
接著松平信周成為上田藩主。最初石高為5萬8千石，1728年，松平忠愛繼承領土。其弟松平忠容獲得川中島內5千石。1761年爆發百姓一揆。在幕府末期，藩領因為藩政的惡化，而失去了主導權，引起藩內的紛爭。1871年實行廢藩置縣，成為了上田縣，1873年合併到長野縣。

## 歷代藩主
- 真田氏

1. 真田昌幸 1585年－1600年
2. 真田信之 1600年－1622年

1622年移封至松代藩
- 仙石氏

1. 仙石忠政 1622年－1628年
2. 仙石政俊 1628年－1669年
3. 仙石俊明 1669年－1706年

1706年移封至出石藩
- 藤井松平氏

1. 松平信周 1706年－1728年
2. 松平忠愛 1728年－1749年
3. 松平忠順 1749年－1783年
4. 松平忠濟 1783年－1812年
5. 松平忠學 1812年－1830年
6. 松平忠固 1830年－1858年
7. 松平忠禮 1858年－1871年